# Adolphe Gutbub
Adolphe Gutbub (* Januar 1915 in Straßburg; † 9. September 1987) war ein französischer Ägyptologe.
Gutbub studierte nach dem Schulbesuch in seiner Heimatstadt Ägyptologie an der Universität Straßburg bei Pierre Montet. Während des Zweiten Weltkrieges unterrichtete er als Lehrer bis zur Zwangsrekrutierung in die Wehrmacht. Er lief an der Front in Polen über und kam bis 1945 in ein sowjetisches Gefangenenlager. Von 1945 bis 1951 arbeitete er als Lehrer an einer Schule in Straßburg und unterrichtete aushilfsweise an der Universität Straßburg. Die Jahre 1951 bis 1960 verbrachte er als Mitarbeiter des Institut français d’archéologie orientale in Kairo. Von 1960 bis 1978 war er Mitarbeiter des Centre national de la recherche scientifique, von 1978 bis 1982 Professor an der Universität Lille.
Sein Forschungsgebiet war die ägyptische Philologie, hier arbeitete er insbesondere zu den Texten aus dem Tempel von Kom Ombo.